# Associazione Sportiva Forlì 1941-1942
Questa voce raccoglie le informazioni riguardanti l'Associazione Sportiva Forlì nelle competizioni ufficiali della stagione 1941-1942.

## Rosa
| N. |                   | Ruolo | Calciatore           |
| -- | ----------------- | ----- | -------------------- |
|    | Italia (bandiera) | P     | A. Baldiserri        |
|    | Italia (bandiera) | A     | Eustergio Ballardini |
|    | Italia (bandiera) | C     | Alvaro Bentivoglio   |
|    | Italia (bandiera) | C     | Domenico Bosi        |
|    | Italia (bandiera) | D     | L. Cambi             |
|    | Italia (bandiera) | P     | Giuseppe Capanni     |
|    | Italia (bandiera) | P     | Amleto Casadei       |
|    | Italia (bandiera) | D     | Mario Conte          |
|    | Italia (bandiera) | A     | Mario Costa          |
|    | Italia (bandiera) | C     | Luciano Fabbri       |
|    | Italia (bandiera) | A     | Stelio Fabbri        |
|    | Italia (bandiera) | A     | Arnaldo Gondoni      |
|    | Italia (bandiera) | D     | Azelio Landi         |

| N. |                   | Ruolo | Calciatore          |
| -- | ----------------- | ----- | ------------------- |
|    | Italia (bandiera) | A     | Gilberto Lombardi   |
|    | Italia (bandiera) | A     | S. Montevecchi      |
|    | Italia (bandiera) | C     | Guido Monti         |
|    | Italia (bandiera) | A     | Elvezio Ortali      |
|    | Italia (bandiera) | A     | E. Pasini           |
|    | Italia (bandiera) | C     | Mario Picci         |
|    | Italia (bandiera) | C     | Walter Poggiolini   |
|    | Italia (bandiera) | P     | Ferruccio Pollastri |
|    | Italia (bandiera) | A     | Giovanni Ravasi     |
|    | Italia (bandiera) | D     | Ebro Silimbani      |
|    | Italia (bandiera) | D     | Gino Stanghellini   |
|    | Italia (bandiera) | A     | A. Starnini         |
|    | Italia (bandiera) | C     | Leo Zavatti         |